# Steven Thicot
Steven Thicot (n. 14 februarie 1987, Montreuil, Franța) este un fotbalist francez care evoluează la clubul Belenenses pe postul de fundaș.